# 1994 LX
1994 LX är en asteroid i huvudbältet som upptäcktes den 15 juni 1994 av Spacewatch vid Kitt Peak-observatoriet.
Asteroiden har en diameter på ungefär 2 kilometer och den tillhör asteroidgruppen Apollo.